# 安德烈斯·凯塞多
安德烈斯·毛里西奥·凯塞多·彼德拉伊塔（西班牙語：Andres Mauricio Caicedo Piedrahita，1997年8月15日—）是一名哥伦比亚男子举重运动员。他在2013年完成了自己的国际比赛首秀。2014年南京青奥，他在男子69公斤级项目上摘得铜牌。2018年世锦赛前，他因一次赛外药检中被查出宝丹酮呈阳性而遭国际举重联合会禁赛四年。